# 佩恩特罗克 (阿拉巴马州)
佩恩特罗克（英文：Paint Rock），是美国阿拉巴马州下属的一座城市。面积约为0.43平方英里（约合1.12平方公里）。根据2010年美国人口普查，该市有人口210人，人口密度为484.99/平方英里（约合187.5/平方公里）。